# Zilupe
Zilupe (ryska: Зилупе) är en kommunhuvudort i Lettland.   Den ligger i kommunen Zilupes novads, i den östra delen av landet, 250 km öster om huvudstaden Riga. Zilupe ligger 124 meter över havet och antalet invånare är 1 897.
Terrängen runt Zilupe är platt. Runt Zilupe är det glesbefolkat, med 8 invånare per kvadratkilometer. Zilupe är det största samhället i trakten. Omgivningarna runt Zilupe är en mosaik av jordbruksmark och naturlig växtlighet.